# MIDNIGHT SOUL BAR
Four Roses MIDNIGHT SOUL BAR（フォア・ローゼズ・ミッドナイト・ソウル・バー）は、1996年から1997年12月までエフエムジャパン(J-WAVE)で毎週土曜日23:30-24:30に放送されていたラジオ番組である。
ナビゲーターは鈴木雅之、選曲、構成は渡辺祐。提供はキリン・シーグラムで、番組冠のフォア・ローゼズは同社が当時販売していたバーボンの銘柄である。
ナビゲーターの話からそのままCMへと入るスタイルは、当時新鮮であった。バーのマスターである鈴木雅之と、バーテンの大河内君（ディレクター？）で、2人の掛け合いと共に流されるSOULとR&Bが主な放送内容であった。
鈴木雅之の曲は、番組の最後に1曲流れるだけで、あまり自曲の宣伝番組化はしなかった。